# حرب العصابات الإيطالية في إثيوبيا
حرب العصابات الإيطالية في إثيوبيا نزاع مسلح بدأ في صيف عام 1941 وانتهى في خريف عام 1943، وقامت به بقايا الجيوش الإيطالية في إثيوبيا والصومال في محاولة لإعادة تأسيس مستعمرة شرق أفريقيا الإيطالية. شنت القوات الإيطالية تلك الحملة عقب هزيمة إيطاليا في حملة أفريقيا الشمالية التي شنتها جيوش الحلفاء في الحرب العالمية الثانية، وذلك في الوقت الذي ظلت فيه الحرب قائمة في شمال أفريقيا وأوروبا.

## خلفية
حُسمت هزيمة جيوش موسوليني في إثيوبيا على يد القوات البريطانية والإثيوبية والسودانية مجتمعة عندما اقتحم هيلا سيلاسي، إمبراطور إثيوبيا، أديس أبابا منتصرًا في شهر مايو عام 1941. وعندما أعلن الجنرال غولييلمو ناسي عن استسلام آخر جنود الجيش الإيطالي الاستعماري في معركة غندر في نوفمبر عام 1941، قرر العديد من جنوده بدأ حرب عصابات في جبال وصحاري إثيوبيا وإريتريا والصومال. شارك ما يقرب من 7 آلاف جندي إيطالي (طبقًا للمؤرخ ألبرتو روسيلي) في هذه الحرب ضد الجيش البريطاني على أمل أن ينتصر الجيش الإيطالي الألماني في مصر بقيادة المشير النازي إرفين رومل (وإعادة تسمية البحر المتوسط إلى «Mare Nostrum»، أي: بحرنا) وأن يستعيدوا الأراضي التي حررها الحلفاء للتو. يشير تاريخ متحف الحرب الإمبراطوري الوجيز إلى «بضعة آلاف من الجنود الهاربين الذين شنوا حربًا على الحلفاء في إثيوبيا استمرت حتى سبتمبر عام 1943 عندما أعلنت إيطاليا استسلامها للحلفاء».

## حرب العصابات
اعتبارًا من شهر يناير عام 1942، شرع الجنود المتمردون في العمل بموجب أوامر الجنرال موراتوري (قائد الميليشيات النازية). نجح موراتوري في إقناع قبائل أزيبو أرومو في شمال إثيوبيا بالثورة ضد الجنود البريطانيين. نجحت القوات البريطانية والإثيوبية في إخماد تلك الثورة في بداية عام 1943.
في خضم تلك الحرب، حاول هيلا سيلاسي إمبراطور بعينه (الذي قال في سيرته الذاتية أن «الإيطاليين كانوا دومًا شوكة في حلق الشعب الإثيوبي») فتح قنوات التواصل الدبلوماسية مع قادة المتمردين الإيطاليين، ويُقال أنه فعل ذلك متأثرًا بانتصار رومل في طبرق (ليبيا). وفي أعقاب حرب العصابات، أعلن الرائد لوكيتي أن الإمبراطور على استعداد تام بقبول الحماية الإيطالية على إثيوبيا في حالة وصول جيوش المحور إلى إثيوبيا تحت الشروط الآتية:
1. العفو التام لجميع الإثيوبيين الذين حكمت عليهم إيطاليا بالسجن
2. توظيف الإثيوبيين في جميع المناصب الإدارية
3. مشاركة الإمبراطور هيلا سيلاسي في قيادة حكومة المحمية الاستعمارية الجديدة[6]

في صيف عام 1942، شنت الوحدات التالية هجمات ناجحة على الحلفاء: وحدة الصومال تحت قيادة العقيد كالديراري، ووحدة العقيد دي ماركو في أوغادين، ووحدة العقيد روليو بمعاونة شعب العفر وميليشيا القمصان السوداء في إثيوبيا. نجحت تلك الوحدات في مداهمة البريطانيين، ما اضطرهم إلى نقل جنودهم المتمركزين في السودان وكينيا إلى منطقة النزاع التي احتلتها إيطاليا سابقًا بواسطة الدبابات والطائرات.
وفي صيف ذات العام، قرر البريطانيون أن يحتجزوا سكان سواحل الصومال الإيطاليين داخل معسكرات الاعتقال لمنعهم من محاولة التواصل مع الغواصات اليابانية.
تحطمت معنويات الجنود الإيطاليين في أكتوبر عام 1942 عقب هزيمة الجيوش الألمانية الإيطالية في معركة العلمين الثانية واعتقال الرائد لوكيتي (زعيم جبهة المقاومة الإيطالية (بالإيطالية: Fronte di Resistenza)).
ظلت الحرب قائمة حتى صيف عام 1943 عندما شرع الجنود الإيطاليين في تحطيم معداتهم الحربية، حتى أن بعضهم فر هاربًا إلى إيطاليا مثل الملازم أميدو غليليت (الذي لقبه البريطانيون بالقائد الشيطاني) الذي وصل إلى مدينة تارانتو في 3 سبتمبر 1943. طلب غليليت من وزارة الحرب الإيطالية إرسال طائرة مُحملة بالمعدات الحربية إلى إريتريا لمساعدة الجنود الإيطاليين في حربهم ضد الحلفاء، ولكن خطته أُحبطت بعد توقيع إيطاليا على هدنة بعدها ببضعة أيام.
كان كورادو تورتيكي أحد آخر الجنود الإيطاليين الذين استسلموا للقوات البريطانية، وقال في مذكراته أن بعض الجنود ظلوا يداهمون قوات الحلفاء حتى أكتوبر عام 1943. كان العقيد نينو تراموتني آخر ضابط إيطالي حارب في حرب العصابات في إريتريا.
اقرأ أيضاً: تكتيكات الصدم والفر، قوة الدفاع الذاتي البحرية اليابانية